# Мучула
Мучула — село в Гунибском районе Дагестана. Входит в состав сельского поселения Сельсовет Ругуджинский.

## География
Расположено в 7,5 км к юго-западу от районного центра с. Гуниб.

## Население
| 1926 | 1939 | 1970 | 1989 | 2002 | 2010 | 2021 |
| ---- | ---- | ---- | ---- | ---- | ---- | ---- |
| 9    | ↗84  | ↘80  | ↗257 | ↘0   | →0   | ↗1   |